# 董国智
董国智（1974年9月25日—），是已退役的中国足球运动员，司职守门员，曾入选中国国奥队和中国国家队集训名单。

## 职业生涯
董国智职业联赛开始时效力于家乡球队广州太阳神，担任黄洪涛的替补。他在1994年11月13日当赛季甲A联赛最后一轮广州太阳神主场2比3不敌辽宁远东的比赛中获得首发机会，第一次参加职业联赛。
1996年，不甘心担任替补的董国智转会加盟由广州二队改组而成的广州松日，并担当球队主力。当赛季他出场18次，但广州松日却降入甲B联赛。他被主教练张宏根当做是球队降级的罪人，两人因此发生冲突。赛季结束后，董国智回到广州太阳神。
1997赛季，虽然黄洪涛离开广州太阳神赴美留学，但此时球队的主力门将位置被澳大利亚人彼德占据，董国智只能继续担任替补门将。1998年广州太阳神降级，赛季结束后，俱乐部怀疑董国智参与假球活动，将他挂牌，并罚没最后3个月的工资和奖金。
1999年，董国智被乙级球队北体华邦摘牌，但在赛季决赛阶段前的体能测试中，北体华邦只有13人及格，球队被自动取消参加乙级联赛的资格。董国智只能离开球队，选择退役。